# Йонтвілл (Каліфорнія)
Йонтвілл (англ. Yountville) — місто (англ. city) в США, в окрузі Напа штату Каліфорнія. Населення — 3436 осіб (2020).

## Географія
Йонтвілл розташований за координатами 38°23′44″ пн. ш. 122°22′1″ зх. д. / 38.39556° пн. ш. 122.36694° зх. д. (38.395528, -122.366916).  За даними Бюро перепису населення США в 2010 році місто мало площу 3,97 км², уся площа — суходіл.

### Клімат
| Клімат : Йонтвілл     | Клімат : Йонтвілл | Клімат : Йонтвілл | Клімат : Йонтвілл | Клімат : Йонтвілл | Клімат : Йонтвілл | Клімат : Йонтвілл | Клімат : Йонтвілл | Клімат : Йонтвілл | Клімат : Йонтвілл | Клімат : Йонтвілл | Клімат : Йонтвілл | Клімат : Йонтвілл | Клімат : Йонтвілл |
| Показник              | Січ.              | Лют.              | Бер.              | Квіт.             | Трав.             | Черв.             | Лип.              | Серп.             | Вер.              | Жовт.             | Лист.             | Груд.             | Рік               |
| Середній максимум, °C | 13,3              | 16,7              | 18,3              | 21,1              | 24,4              | 28,3              | 30,6              | 30,6              | 29,4              | 25,0              | 18,3              | 13,3              | 22,5              |
| Середній мінімум, °C  | 3,3               | 4,4               | 5,6               | 6,1               | 8,3               | 10,6              | 11,7              | 11,1              | 10,6              | 8,3               | 5,6               | 3,3               | 7,4               |
| Норма опадів, мм      | 153               | 156               | 112               | 45                | 27                | 5                 | 0                 | 2                 | 6                 | 42                | 98                | 158               | 804               |
| --------------------- | ----------------- | ----------------- | ----------------- | ----------------- | ----------------- | ----------------- | ----------------- | ----------------- | ----------------- | ----------------- | ----------------- | ----------------- | ----------------- |
| Джерело:              |                   |                   |                   |                   |                   |                   |                   |                   |                   |                   |                   |                   |                   |

## Демографія
Згідно з переписом 2010 року, у місті мешкали 2933 особи в 1050 домогосподарствах у складі 498 родин. Густота населення становила 739 осіб/км².  Було 1252 помешкання (316/км²).
Расовий склад населення:
| - 89,4 % — білих - 1,7 % — азіатів - 1,3 % — чорних або афроамериканців - 1,0 % — корінних американців - 3,1 % — осіб інших рас |

До двох чи більше рас належало 3,4 %. Частка іспаномовних становила 9,9 % від усіх жителів.
За віковим діапазоном населення розподілялося таким чином: 8,1 % — особи молодші 18 років, 43,2 % — особи у віці 18—64 років, 48,7 % — особи у віці 65 років та старші. Медіана віку мешканця становила 64,0 року. На 100 осіб жіночої статі у місті припадало 136,3 чоловіків;  на 100 жінок у віці від 18 років та старших — 139,2 чоловіків також старших 18 років.
Середній дохід на одне домашнє господарство  становив 107 207 доларів США (медіана — 60 417), а середній дохід на одну сім'ю — 125 922 долари (медіана — 96 500). Медіана доходів становила 72 083 долари для чоловіків та 71 500 доларів для жінок. За межею бідності перебувало 7,2 % осіб, у тому числі 9,1 % дітей у віці до 18 років та 8,4 % осіб у віці 65 років та старших.
Цивільне працевлаштоване населення становило 1057 осіб. Основні галузі зайнятості: освіта, охорона здоров'я та соціальна допомога — 16,3 %, мистецтво, розваги та відпочинок — 14,7 %, виробництво — 14,2 %.